# Tămașa
Tămașa – wieś w Rumunii, w okręgu Sălaj, w gminie Cuzăplac. W 2011 roku liczyła 371 mieszkańców.